# ماهو شیمیزو
ماهو شیمیزو (ژاپنی: 清水 万帆) بازیکن فوتبال اهل ژاپن و عضو تیم ملی فوتبال ژاپن است که در تاریخ ۷ ژوئن ۱۹۸۱ میلادی اولین بازی ملی‌اش را انجام داد. او در ۳ بازی ملی حضور داشت و آخرین بازی ملی خود را در تاریخ ۶ سپتامبر ۱۹۸۱ میلادی انجام داد. ماهو شیمیزو در بازی‌های ملی‌اش
گلی به ثمر نرساند.